# Oberea denominata
Oberea denominata är en skalbaggsart som beskrevs av Plavilstshikov 1926. Oberea denominata ingår i släktet Oberea och familjen långhorningar.
Artens utbredningsområde är Sarawak. Inga underarter finns listade i Catalogue of Life.